# John Drew Barrymore

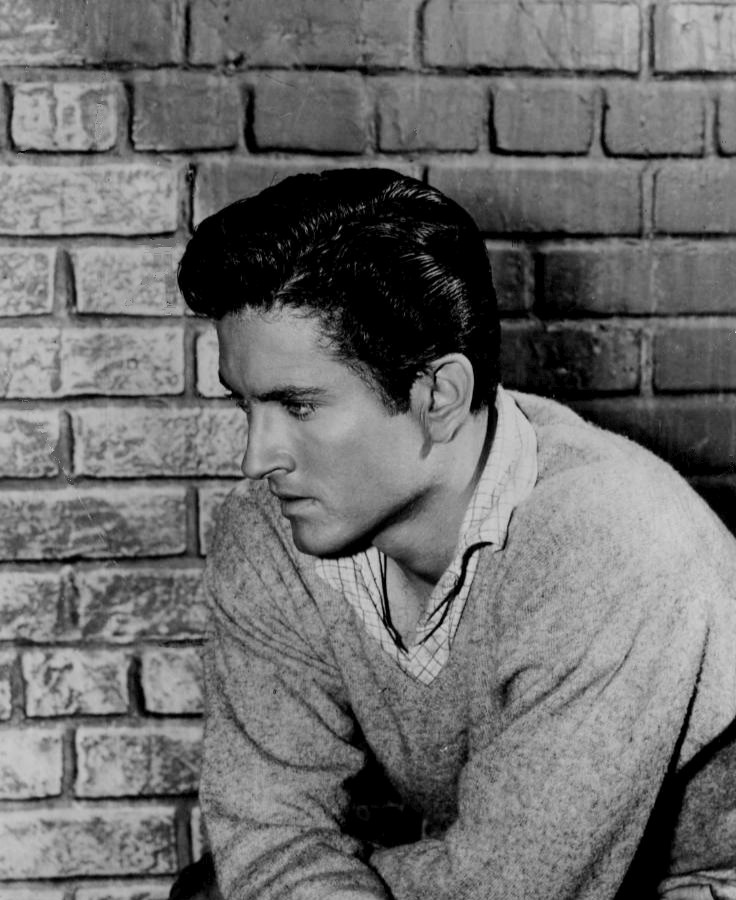
John Drew Barrymore (1953)

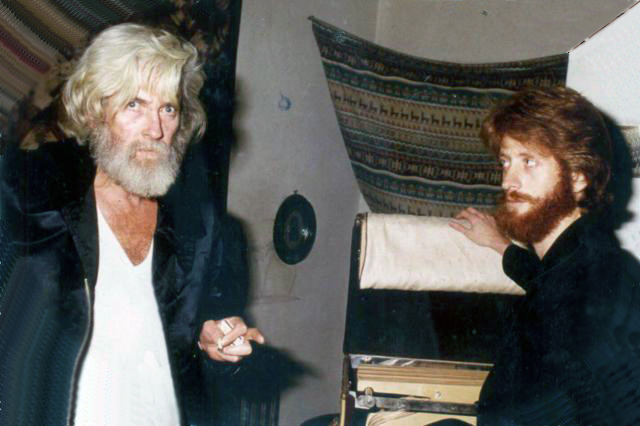
John Drew Barrymore och sonen John Blyth Barrymore ca 1982

John Drew Barrymore eller John Barrymore, jr, ursprungligen John Blyth Barrymore, jr, född 4 juni 1932 i Beverly Hills, Kalifornien, död 29 november 2004 i Los Angeles, Kalifornien, var en amerikansk skådespelare. 
Barrymore var son till skådespelarna John Barrymore och Dolores Costello samt far till skådespelarna John Blyth Barrymore och Drew Barrymore. Han var endast 18 månader gammal då hans föräldrar skilde sig. Som 18-åring gjorde han filmdebut, men filmade endast sporadiskt, ofta i roller som veklingar. 
Han kom tidigt i klammeri med rättvisan på grund av sitt hetsiga humör. Han satt även i fängelse flera gånger för rattonykterhet.
I slutet på 1950-talet begav han sig till Europa där han medverkade i några italienska filmer. När han återvände till USA hamnade han snart bakom lås och bom igen, nu för marijuanainnehav. Han drog sig sedan tillbaka till den kaliforniska öknen där han levde ett eremitliknande liv och ägnade sig åt yoga och meditation.

## Filmografi (urval)
- 1951 – The Big Night
- 1956 – Det femte offret
- 1957 – Skuggan på fönstret
- 1958 – I New Yorks djungel
- 1958 – Någon är skyldig
- 1960 – Tyrannernas kamp
- 1960 – The Night They Killed Rasputin
- 1961 – Hjältarna vid Troja
- 1962 – Il conquistatore di Corinto
- 1962 – Ponzio Pilato
- 1964 – Roma contro Roma
- 1964 – Delitto allo specchio
- 1964 – A Game of Crime
- 1967 – Winchester 73
- 1973 – The Clones